# 似旋花蟹蛛
似旋花蟹蛛（学名：Xysticus torsivoides）为蟹蛛科花蟹蛛属的动物。在中国大陆，分布于新疆等地。该物种的模式产地在新疆。